# Koimbani
Koimbani är en ort på ön Grande Comore på Komorerna. Den hade 2 054 invånare år 2003.